# Laco Takács
Ladislav „Laco“ Takács (* 15. července 1996 Františkovy Lázně) je český profesionální fotbalista se slovensko-maďarskými kořeny, který hraje na pozici středního obránce či defensivního záložníka za český klub FK Teplice. Je také bývalým českým mládežnickým reprezentantem.

## Klubová kariéra
S fotbalem začínal v sedmi letech ve Františkových Lázních, pak se dostal do FK Teplice.
V zimní ligové přestávce sezony 2013/14 byl poprvé povolán do A-mužstva FK Teplice, když se dobře prezentoval v přípravě. První start v 1. české lize si připsal 10. března 2014 ve věku 17 let v utkání proti SK Slavia Praha (výhra 1:0), trenér Zdeněk Ščasný jej poslal na hřiště v úplném závěru střetnutí. Nekompletní sezonu 2013/14 v dresu Teplic zakončil s bilancí 4 ligových zápasů a 0 vstřelených branek. Svou premiérovou prvoligovou trefu oslavil až v sezóně 2014/15.
V srpnu 2015 se nevešel do sestavy A-týmu Teplic a odešel na hostování do FK Baník Sokolov.
V zimní pauze sezóny 2015/16 přestoupil do FK Mladá Boleslav.
Na začátku sezóny 2019/2020 odešel z FK Mladá Boleslav do SK Slavia Praha na půlroční hostování s nepovinnou opcí na přestup. Ve Slavii ale svými výkony zaujal a do klubu napevno přestoupil. Zahrál si Ligu mistrů a na konci uvedené sezóny získal i mistrovský titul.

## Reprezentační kariéra
Laco Takács reprezentuje Českou republiku v mládežnické kategorii (U18, U19, U20 a U21).
14. listopadu 2014 debutoval pod trenérem Jakubem Dovalilem v české jedenadvacítce v přátelském utkání v Praze proti Dánsku, gólem zařídil vyrovnání na konečných 2:2.
Trenér Dovalil jej nominoval na domácí Mistrovství Evropy hráčů do 21 let 2015 konané v Praze, Olomouci a Uherském Hradišti.